# Seeschlacht von Hakodate
Toba-Fushimi – Awa – Burg Ōsaka – Kōshū-Katsunuma – Utsunomiya – Edo – Ueno – Hokuetsu – Hatchōoki – Bonari-Pass – Aizu – Noheji – Miyako-Bucht – Hakodate – Hakodate

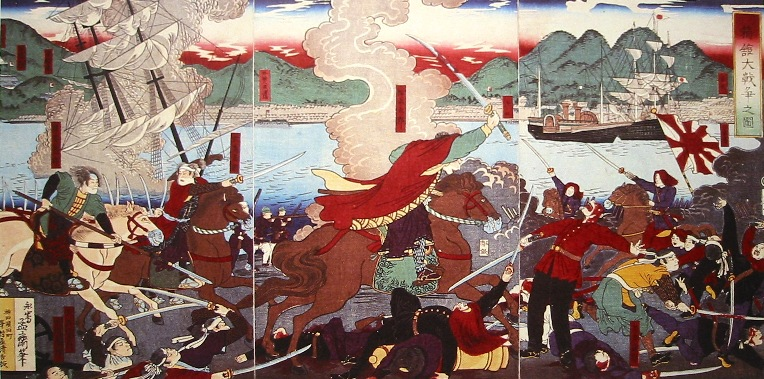
Eine japanische Darstellung der Land- und Seeschlacht von Hakodate.

Die Seeschlacht von Hakodate fand vom 4. Mai bis 10. Mai 1869, zu Beginn der Meiji-Restauration, in der Bucht von Hakodate der nördlichen japanischen Insel Hokkaidō zwischen der Kaiserlich Japanischen Marine und Seestreitkräften der Republik Ezo statt. Die Kaiserlich Japanische Marine gewann die Auseinandersetzung.

## Vorgeschichte
Die Reste der Marine des Tokugawa-Shogunats waren teils in die Streitkräfte der Republik Ezo und teils in die neu gebildete Kaiserlich Japanische Marine übernommen worden. Die Seestreitkräfte der Republik Ezo gruppierten sich um das Kriegsschiff Kaiten. Anfangs war die Flotte der Republik Ezo der gerade gegründeten Kaiserlichen Flotte überlegen und man hoffte, durch die Vorherrschaft auf See die Republik gegen eine Invasion schützen zu können.
Die Flotte Ezos bestand ursprünglich aus acht Dampfschiffen: Kaiten, Banryū, dem Kanonenboot Chiyodagata, Chogei, der Fregatte Kaiyō Maru und dem Kriegsschiff Kanrin Maru, der Mikaho und der Shinsoku. Die Kaiyō Maru war jedoch in einer vorhergehenden Auseinandersetzung vor Esashi verloren gegangen und die Kanrin Maru war von den Kaiserlichen Truppen genommen worden, nachdem sie durch einen Sturm schwere Schäden erlitten hatte.
Die Flotte der Kaiserlichen Marine war für die Operation rasch um das in Frankreich gebaute Panzerschiff Kōtetsu aufgestellt worden, das von den USA gekauft worden war. Weitere Schiffe der Flotte waren die Kasuga, Hiryu, Teibo und die Yoharu.

## Verlauf
Die Kaiserliche Flotte unterstützte die Entfaltung der kaiserlichen Truppen auf Hokkaido, zerstörte Küstenbefestigungen und griff Schiffe der Rebellen an. Am 4. Mai wurde die Chiyodagata  von der Kaiserlichen Marine übernommen, nachdem sie auf Grund gelaufen und aufgegeben worden war. Am 7. Mai wurde die Kaiten schwer getroffen und kampfunfähig gemacht. Das Schiff der Republik Banryo konnte das kaiserliche Kriegsschiff Choyo versenken, sank wegen der dabei erlittenen schweren Schäden später jedoch selbst. Die Kaiserlich Japanische Marine siegte letztlich vollständig. Damit wurde die endgültige Niederlage der Truppen des Shogunats bei Hakodate vorbereitet.
Das anwesende britische Schiff Pearl und die französische Coetlogon verhielten sich bei dem Konflikt neutral. Der französische Hauptmann Jules Brunet, der die Rebellen ausgebildet und die Verteidigung der Republik unterstützt hatte, kapitulierte am 8. Juni auf der Coetlogon.
Der künftige Flottenadmiral Heihachiro Togo nahm an der Schlacht auf Seiten des Kaisers als junger Offizier 3. Klasse an Bord der Kasuga teil.